# Dorota Barová
Dorota Barová (* 22. srpna 1975 Třinec) je česká violoncellistka a zpěvačka. Je známá především z dua Tara Fuki, hraje také v kapelách Vertigo quintet, Baterky či v duech DoMa Ensemble s Marcelem Bártou a Kuzmich Orchestra s Josefem Ostřanským (zde hraje na basovou kytaru), a hostuje v dalších hudebních projektech.
Absolvovala hru na violoncello na Ostravské konzervatoři (1989–1995). Působila ve skupinách Lippany, Chorchestr (2000–2002), Asyl Akt (2002–2006). V letech 2004–2007 působila jako hudební dramaturg brněnské kavárny Podobrazy. Koncertovala také s Anetou Langerovou v jejím smyčcovém triu.
Spolupracuje také s divadlem Neslyším, komponovala pro Francouzské divadlo. Složila hudbu k představení Dům Hluchého, za což byla oceněna Thálií. V roce 2006 složila a nahrála také hudbu k filmu Marta režisérky Marty Novákové.

## Diskografie
- Tara Fuki
  - Piosenki do snu, 2001
  - Kapka, 2003
  - Auris, 2007
  - Sens, 2010
- Chorchestr
  - Arabigbit, 2003
- Asyl Akt
  - Houpačka, 2004
- Vertigo quintet, nyní pod jménem Vertigo
  - Vertigo Quintet & Dorota Barová, 2008
  - Metamorphosis, 2011
  - Taj, 2014
- sólová alba
  - feat., 2012 – výběr nahrávek z hostování v různých projektech
  - Iluzja, 2018
  - Dotyk, 2021
- další projekty
  - Čankišou: Densé Ju, 2002 – účast ve třech skladbách
  - Čankišou: Gamagaj, 2004 – účast ve třech skladbách
  - Jan Burian: Dívčí válka, 2006 – zpěv v písni Mezi polévkou a hlavním jídlem
  - Květy: Kocourek a horečka, 2006 – violoncello v písni Opustit Bystroušku
  - Květy: V čajové konvici, 2011 – součást sboru ve třech písních
  - Martin Evžen Kyšperský: Domácí práce, 2009 – účast ve čtyřech skladbách
  - Bellevue (Chaluš, Jirucha, Barová): Sloky o pozdním létě, 2013 – violoncello, kalimba, zpěv na celém albu
  - Krystyna & Přátelé: Jeden taniec, 2015
  - Tugriki, 2018 (Barová + Korben Dallas)
  - Progres 2: Tulák po hvězdách, 2018 – violoncello, zpěv
  - B4: Plastová okna, 2019 – violoncello